# 劇団カムカムミニキーナ
カムカムミニキーナは日本の劇団。1990年、早稲田大学演劇倶楽部に在籍していた松村武、八嶋智人、吉田晋一らが在学中に結成。

## 概要
1990年、早稲田大学演劇サークル「演劇倶楽部」のメンバーであった 松村武、八嶋智人、吉田晋一ら5名で旗揚げ。以来、主宰の松村武が全作品の作・演出を担当。
八嶋智人、山崎樹範ら映像でも活躍する個性的な役者が揃う。ハイテンションでテンポのよい笑いで壮大な物語へと観客を連れ去る独特の作風と、 演劇ならではの表現にこだわったダイナミックな演出に定評がある。

## 俳優
- 松村武 - 主宰。作・演出を手掛ける。
- 八嶋智人 - 旗揚げメンバー。看板役者で、テレビなどで活躍。
- 吉田晋一 - 旗揚げメンバー。
- 藤田記子 - 1994年から参加。看板女優。2002年に演劇ユニット「うさこF」を立ち上げる。
- 山崎樹範 - 1995年から参加。テレビ、ラジオ、アニメなどで活躍。
- 元尾裕介
- 田端玲実
- 栄治郎
- 亀岡孝洋
- 長谷部洋子
- 田原靖子
- 未来
- 福久聡吾
- 柳瀬めいみ
- スガ・オロペサ・チヅル
- 清水芳成
- 梶野春菜

## かつて所属していた俳優
- 永野哲志
- 聖ノム（野村知広）
- 木戸大輔
- 今村佳岳
- 山崎みちる
- 小島啓寿
- 市子嶋しのぶ
- 今井克己
- 坊薗節子
- 米田弥央
- 正木航平
- 佐藤恭子
- 藍山彩
- 菊川耕太郎
- 渡邊礼
- 大倉杏菜

## 過去の公演
- 1990年 - 「迷宮博士 ～ドクター・ラビリンス～」
- 1990年 - 「ヤマトよ永遠に　～波動砲乱射篇～」
- 1991年 - 「西部巨人　火を噴くアイダホハリケーンよ」
- 1991年 - 「紅孔雀　天使の囁きボサノバチョップは甘い罠」
- 1991年 - 「レインボーマンはめくるめく　-愛欲の泉トレビアン-」
- 1992年 - 「おんどれめんどれ」
- 1992年 - 「青空御殿　-青天の霹靂アンドロメダフォーメーションZ-」
- 1992年 - 「やぶ医者ジャコロメンター　-荒野の記録-」
- 1992年 - 「じゃがいも男爵　-逆転勝利だ！ しゃかりきクラッシュ-」
- 1992年 - 「ミサイル和尚 -発射寸前-」
- 1993年 - 「越前牛乳 -飲んでリヴィエラ-」
- 1993年 - 「大江戸コブラ -いなせなじじい-」
- 1993年 - 「一角接近 - もうけたホイ!! -」
- 1994年 - 「獅子女ケニアの時代」
- 1994年 - 「マーメイドモンキー 人魚猿」
- 1994年 - 「超天然記念物モアイ象」
- 1995年 - 「世にも恐ロシア」
- 1995年 - 「緊急美人」
- 1995年 - 「稲妻定食」
- 1996年 - 「満員城」
- 1996年 - 「波紋亭」
- 1996年 - 「大江戸コブラ」
- 1996年 - 「越前牛乳 -飲んでリヴィエラ-」
- 1997年 - 「鈴木の大地 (一日一話 二十四話連続公演)」
- 1997年 - 「源トライアングル」
- 1998年 - 「巴」
- 1998年 - 「マントル無頼」
- 1999年 - 「阿呆Q (吉本興業との合同公演)」
- 1999年 - 「燻し銀河」
- 2000年 - 「真昼の大回転」
- 2000年 - 「ああ、しんどう」
- 2000年 - 「鈴木の大地 ～六時間リニューアルバージョン～」
- 2001年 - 「サイエンス・ジャンボ・ヨーグルト」
- 2002年 - 「マイケル・リラクゼイション 美談・猥談」
- 2002年 - 「エメラルド」
- 2003年 - 「孤独なパイロット」
- 2003年 - 「スパイス」
- 2004年 - 「黒船来襲」
- 2004年 - 「スパイス・バイパス」
- 2004年 - 「超人」
- 2005年 - 「スパイス・オックス」
- 2005年 - 「越前牛乳」
- 2006年 - 「フロシキ」
- 2006年 - 「ピロシキ」
- 2007年 - 「大自然」
- 2007年 - 「小軍団」
- 2007年 - 「軍団」
- 2008年 - 「ダルマ」
- 2009年 - 「アザラシ」
- 2009年 - 「浜燃ゆ～らっこ篇～」
- 2010年 - 「浜燃ゆ～つばめ篇～」
- 2010年 - 「旗揚げ20周年記念作品 ～水際パン屋～」
- 2011年 - 「1989～風家の三姉妹～」
- 2011年 - 「かざかみパンチ」
- 2012年 - 「えびすしげなり～ 夷繁成～」
- 2012年 - 「ひーるべる」
- 2013年 - 「熊の親切～閻魔悪餓鬼温泉騒動記～」
- 2013年 - 「クママーク～隈膜下蜘蛛真赤熊野千年真悪乃生意気～」
- 2014年 - 「『遮光器』～サングラス・グループの結成～」
- 2014年 - 「G(ギガ)海峡～禍福はあざなえる縄のごとし～」
- 2015年 - 「旗揚げ25周年記念公演『スワン・ダイブ』」
- 2015年 - 「旗揚げ25周年記念公演第二弾『＞（ダイナリィ）』」
- 2016年 - 「『野狂』～おのしのこのし～」
- 2017年 - 「狼狽～不透明な群像劇～」
- 2017年 - 「＞(ダイナリィ) ～大稲荷・狐色になるまで入魂～」
- 2018年 - 「蝶つがい」
- 2018年 - 「『偽顔虫47』～名探偵浅草小五郎と演劇探偵団～」
- 2019年 - 「両面睨み節〜相四つで水入り」
- 2020年 - 「猿女(サルメ)のリレー」
- 2020年 - 「燦燦七銃士～幕末エクスプレス1867～」
- 2021年 - 「サナギ」
- 2022年 ‐ 「ときじく～富士山麓鸚鵡鳴（22360679）～」
- 2024年 - 「かむやらい」
- 2024年 - 「鶴人」